# ئی‌ان‌ان انرژی
ئی‌ان‌ان انرژی (انگلیسی: ENN Energy) شرکت برق چینی است، که در سال ۲۰۰۰ تأسیس شد.